# قسم طبس مسينا الريفي (مقاطعة درميان)
قسم طبس مسینا الريفي (بالفارسية: دهستان طبس مسینا) هي قسم تقع في إيران في Gazik District. يقدر عدد سكانها بـ 4,571 نسمة .